# Isaac Manasses de Pas, Marquis de Feuquieres
Isaac Manasses de Pas, Marquis de Feuquieres, francoski general in veleposlanik, * 1590, † 1640.
1. 1 2  SNAC — 2010.
2. ↑  GeneaStar
3. ↑  Record #101916728 // Gemeinsame Normdatei — 2012—2016.